# Eddy van Wessel
Eddy van Wessel, född 14 mars 1965 i Huizen, är en nederländsk-svensk fotojournalist och krigsfotograf.
2023 vann han "zilveren camera" det holländska fotopriset för fjärde gången, och var den enda som gjorde det i prisets historia. Han har bevakat konflikter runt om i världen de senaste 25 åren.[när?] Han bevakar 2023 kriget i Ukraina. Van Wessel är frilansfotograf och arbetar regelbundet för Svenska Dagbladet.

## Biografi

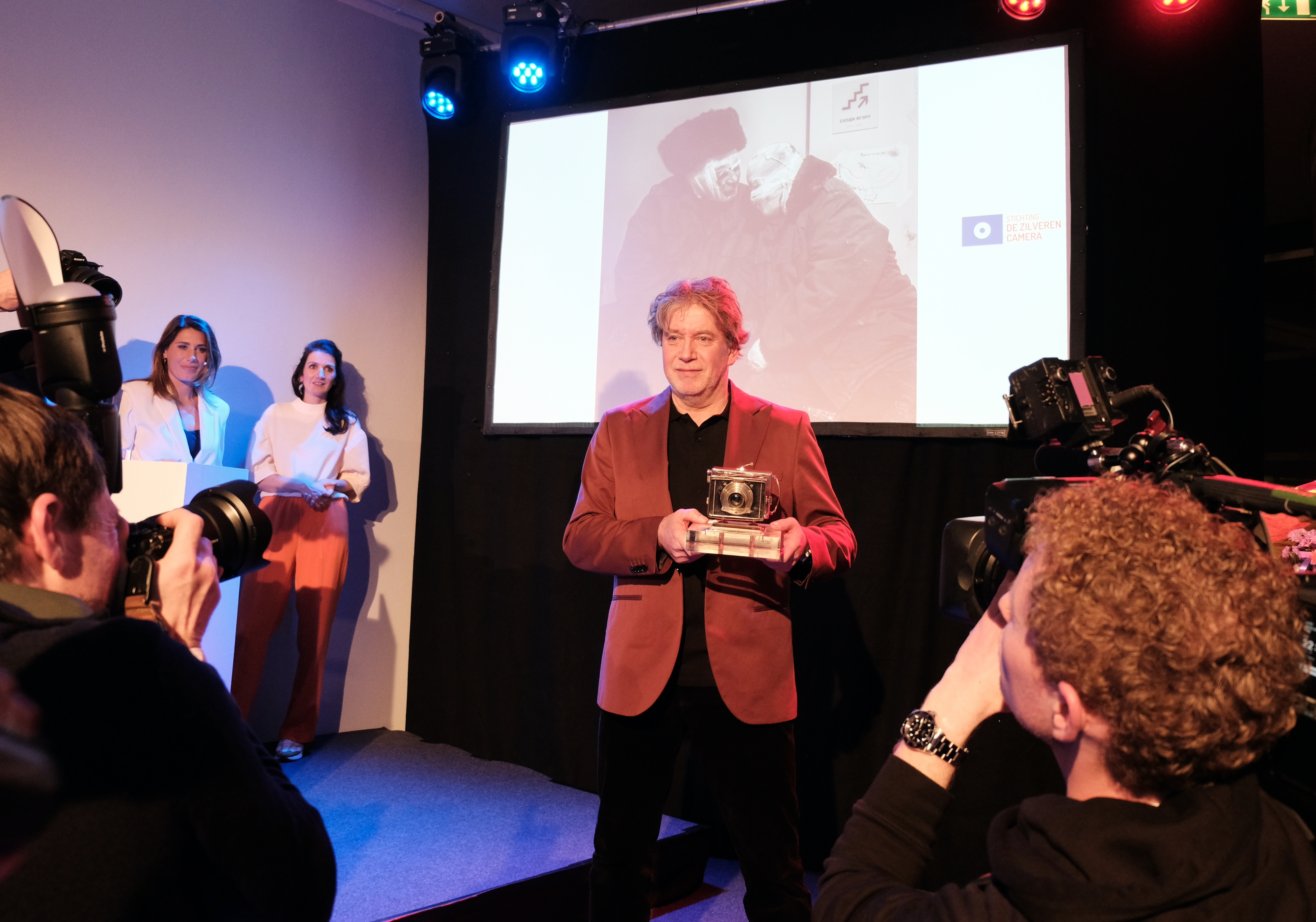

Van Wessel föddes och växte upp i Huizen, Nederländerna. Han började arbeta som konfliktfotograf under kriget på Balkan. Efter denna konflikt har han fångat många av vår tids konflikter med sin kamera. Van Wessel har dokumenterat kriget i Bosnien, Irak, Syrien, Afghanistan och nu Ukraina. Han är publicerad i tidningar som Paris Match, The Washington Post Magazine, Le Monde och Der Spiegel. Han strävar efter att dokumentera utvecklingen över år istället för veckor. Van Wessel fotograferar vanligen med en Leica och nästan uteslutande i svart-vitt.
Vid Årets bild 2022 utsågs van Wessel till Årets fotograf och vann även kategorierna Årets bild och Årets Nyhetsreportage utrikes för bilder från kriget i Ukraina. Han har även blivit utsedd till Årets fotograf i Nederländerna fyra år i rad.
Han är bosatt i Nora med hustru och barn.